# Zoo Rostock

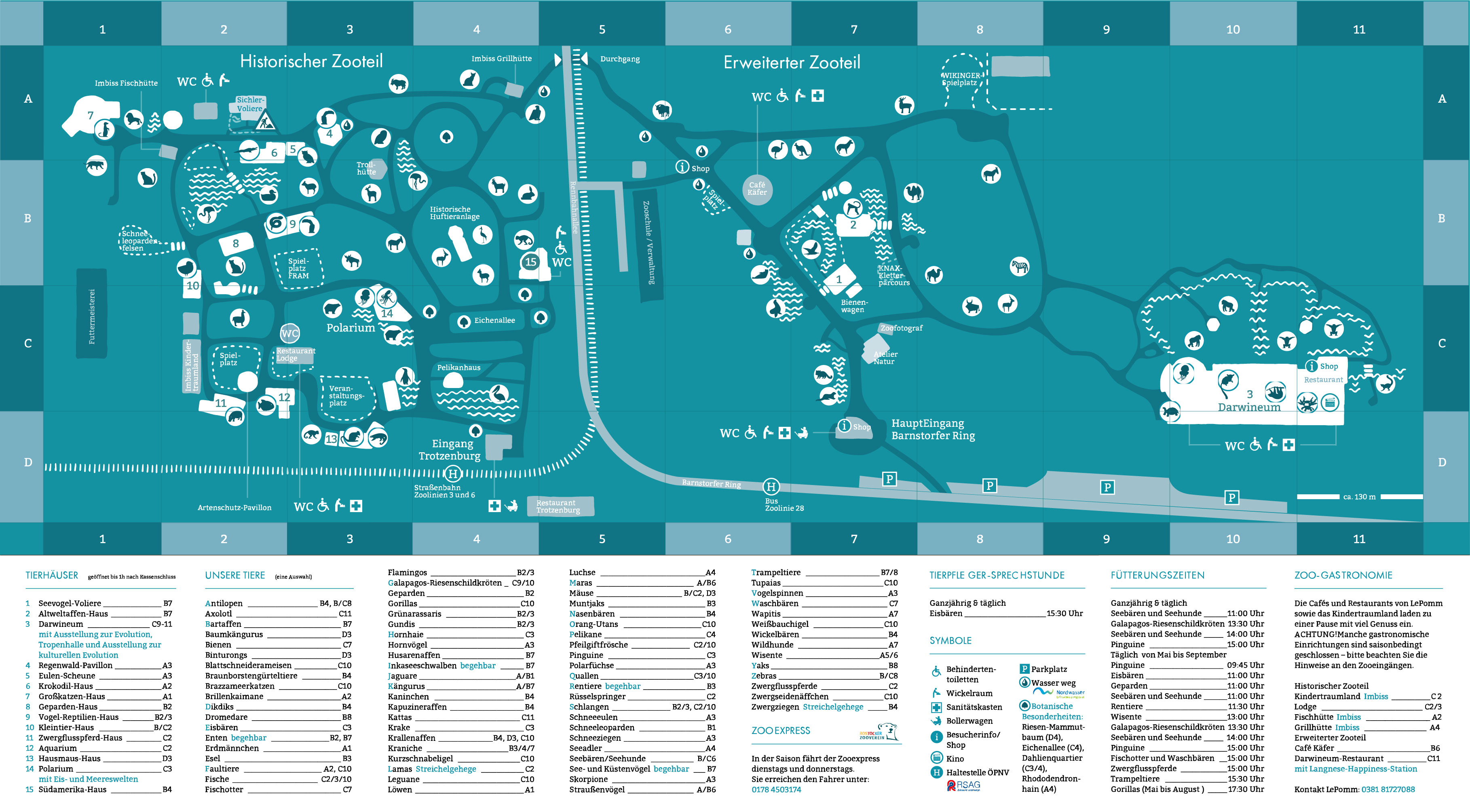
Plattegrond van de dierentuin

De dierentuin van Rostock of Zoo Rostock is een dierentuin in de Duitse stad Rostock. De dierentuin is 56 ha groot en huisvest ongeveer 500 diersoorten, waaronder verschillende bedreigde soorten. De dierentuin is gevestigd in de Barnstorfer Wald.

## Geschiedenis

### Vanaf de oprichting tot 1945
Tijdens de Tweede Duits-Deense Oorlog in 1864 werd het voormalige paradeterrein in de Barnstorfer Tannen heringericht, wat resulteerde in een parkachtig terrein met bomen. Het gebied rond de jachthut Trotzenburg werd voltooid in 1866 en vanaf dat jaar werd het gebied officieel een wildreservaat. 
De bomenbestand werd in de volgende jaren uitgebreid met een verscheidenheid aan soorten. In 1883 werd bijvoorbeeld een kustmammoetboom geplant bij de eendenvijver. In 1898 werden er extra diersoorten toegevoegd aan het reservaat, waaronder wilde zwijnen , een paar reeën en edelherten. De verantwoordelijke boswachter richtte datzelfde jaar een kleine dierentuin op. Op 4 januari 1899 werd de Hertentuin bij de Trotzenburg geopend. Carl Lange werd aangenomen als de eerste dierenverzorger. De Hertentuin breidde datzelfde jaar uit met extra diersoorten, waaronder zeearenden, damherten , jakhalzen, wasberen en vossen.
In 1906 benaderde boswachter Schramm het ziekenhuisbestuur, dat toen eigenaar van de Barnstorfer Tannen was. Dit gaf de stad Rostock opdracht tot de oprichting van een natuur- en dendrologische tuin. Stadsplanningsdirecteur Tessendorf en tuinbouwdirecteur Schomburg waren verantwoordelijk voor de aanleg van de tuin, die in 1910 werd geopend. In de volksmond werd de term "Tiergarten" (dierentuin ) echter gebruikelijk onder de inwoners van Rostock. In 1931 werd er tijdens het hoogseizoen een grote dahliatentoonstelling gehouden.

### Van 1945 tot 1989
Tijdens verschillende bombardementen in de Tweede Wereldoorlog werden de gebouwen en verschillende verblijven zwaar beschadigd en/of verwoest. De dierentuin werd in 1951 herbouwd onder leiding van tuinarchitect Arno Lehmann. Veel inwoners van Rostock boden zich als vrijwilliger aan bij de wederopbouw. De dierentuin werd heropend op 7 september 1952 en uitgebreid van 9 hectare naar 16 hectare in 1956. 
De Zoologischen Garten Rostocks werd opgericht op 16 januari 1956. In 1960 verhuisden de eerste twee Aziatische olifanten naar het nieuwe olifantenverblijf. Begin jaren 60 nam de dierentuin van Rostock de Arabieren over die gefokt waren bij het Instituut voor Dierfokkerijonderzoek in Dummerstorf en voegde ze toe aan hun stoeterij. Dit resulteerde in het grootste Arabische fokprogramma in het grondgebied van de DDR. In 1963 werd het eerste ijsbeerjong geboren in de dierentuin, welke een vrouwtje was en de naam Katja kreeg. In 1973 werd het basisplan voor de dierentuin voltooid, waarbij de dierentuin zou worden uitgebreid tot 56 hectare. Er werd ook een bezoekerservaringsruimte gepland. Sinds 1980 wordt er in de dierentuin een internationaal stamboek voor ijsberen bijgehouden. In 1989 werd in het nieuw ontwikkelde deel van de dierentuin een zeevogelvolière van 2000 m² voor kustvogels ingericht, waar men in kon lopen. Deze volière biedt onderdak aan meer dan 100 vogels. Een rotswand tot vier meter hoog dient als broedplaats voor de vogels.

### Sinds 1989
In 1992 werd de non-profitorganisatie Zoologischer Garten Rostock opgericht onder leiding van Udo Nagel, de toenmalige directeur van de dierentuin. Van 1991 tot 1996 werden veel verblijven gerenoveerd en heringericht. Onder andere de verblijven van de Afrikaanse wilde honden en de pelsrobben werden heringericht. In 1997 werd een nieuw verblijf voor de huzarenapen gecreëerd in het uitbreidingsgedeelte van de dierentuin en in 1998 werd het verblijf voor steltlopers herbouwd. Tegelijkertijd werd een grote hangbrug over de vijver gebouwd. Op 17 oktober 1998 werd het Zuid-Amerikahuis met buitenverblijf geopend, welke de thuisbasis van kapucijnapen en penseelaapjes is. In 1999 vierde de dierentuin haar 100-jarig jubileum. In 1999 vond de eerste Nacht van de Klassieke Muziek plaats, die sindsdien jaarlijks wordt herhaald. In hetzelfde jaar werd de dierentuin van Rostock lid van de World Association of Zoos and Aquariums (WAZA) en European Association of Zoos and Aquaria (EAZA). Dierentuindirecteur Udo Nagel werd eveneens toegelaten tot de International Association of Zoo Directors. Het grote katachtigenverblijf werd in 2000 heringericht dat onderdak biedt aan leeuwen, jaguars en Sneeuwpanters.
In augustus 2002 werd de renovatie van het otterverblijf, gefinancierd met de opbrengst van de inzamelingsactie "Grind voor de otters", voltooid. In hetzelfde jaar werd de Darwin Box geopend. In oktober 2004 werd een kinderboerderij van 1200 m² geopend, waar West-Afrikaanse dwerggeiten leven. De renovatie van het olifantenverblijf werd in oktober 2005 voltooid. In maart 2007 begonnen de opnames in de dierentuin van Rostock voor de ZDF-docusoap "Ostsee-Schnauzen". De opnames duurden vier maanden en er werden in totaal 20 afleveringen geproduceerd, die verslag doen van het leven van de dieren en het werk van de dierenverzorgers. In datzelfde jaar registreerde de dierentuin een recordaantal bezoekers van 555.774. In mei 2008 brandde Café Elefanten-Lodge om onbekende redenen af. In 2009 stierf de vrouwtjesgorilla Sanga , die in 1964 in het wild in de dierentuin was terechtgekomen, op 48-jarige leeftijd .
Het nieuwe Historische Huftieranlage in het hart van de dierentuin van Rostock werd geopend in oktober 2010. Het Darwineum, een mensapenverblijf met een evolutionaire tentoonstelling, opende in september 2012. De eerste mensapennakomeling van het Darwineum, orang-oetan Surya, werd geboren in 2013. In 2013 moest olifant Sara, destijds de oudste Afrikaanse olifant in een Europese dierentuin, op 51-jarige leeftijd wegens ziekte worden ingeslapen. Met haar dood kwam er voorlopig een einde aan de lange traditie van het houden van olifanten in de dierentuin van Rostock. Sinds de zomer van 2015 hebben dwergnijlpaarden het verblijf overgenomen .
In januari 2015 werden 60 vogels geëuthanaseerd omdat 43 van hen besmet bleken te zijn met de zeer besmettelijke H5N8-variant van het vogelgriepvirus . Vanwege het incident bleef de dierentuin enkele dagen gesloten totdat de monsters van alle vogels geanalyseerd konden worden. De dierentuin heropende in januari gedeeltelijk en enkele dagen later volledig.
Het Polarium opende in september 2018. Het beslaat in totaal 12.500 vierkante meter en herbergt ruime verblijven voor ijsberen en pinguïns, evenals een bezoekerscentrum. In juli 2021 nam Antje Angeli, voormalig curator van de dierentuin van Rostock, de leiding van de Zoologischer Garten Rostock gGmbH over.
Sinds 2024 investeert de dierentuin ongeveer 12,5 miljoen euro in de bouw van een nieuw zeehondenverblijf. De opening staat gepland voor 2025. Tot die tijd verblijven de dieren in het Marine Science Center in Warnemünde.

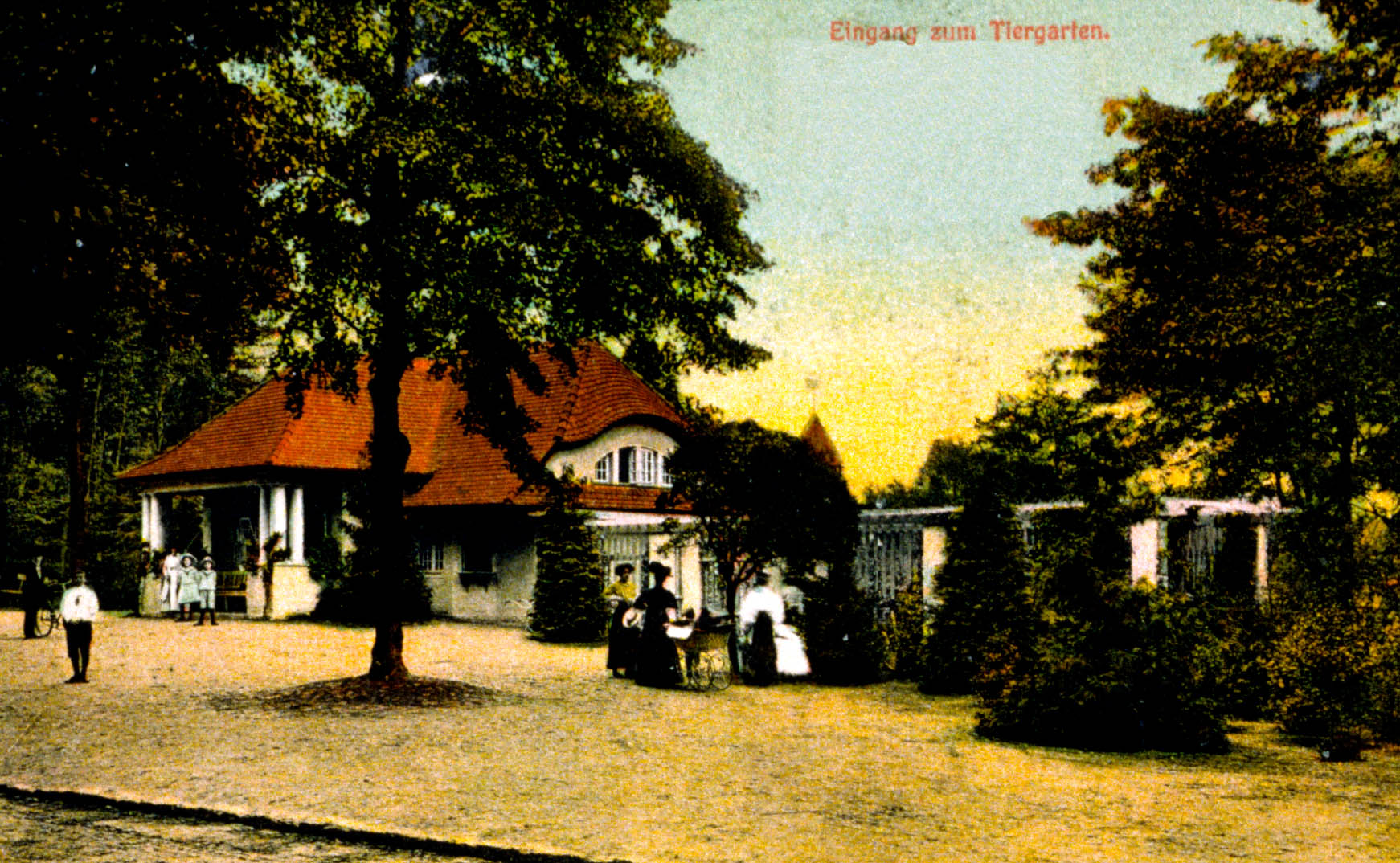
Ingang van Zoo Rostock begin 20e eeuw
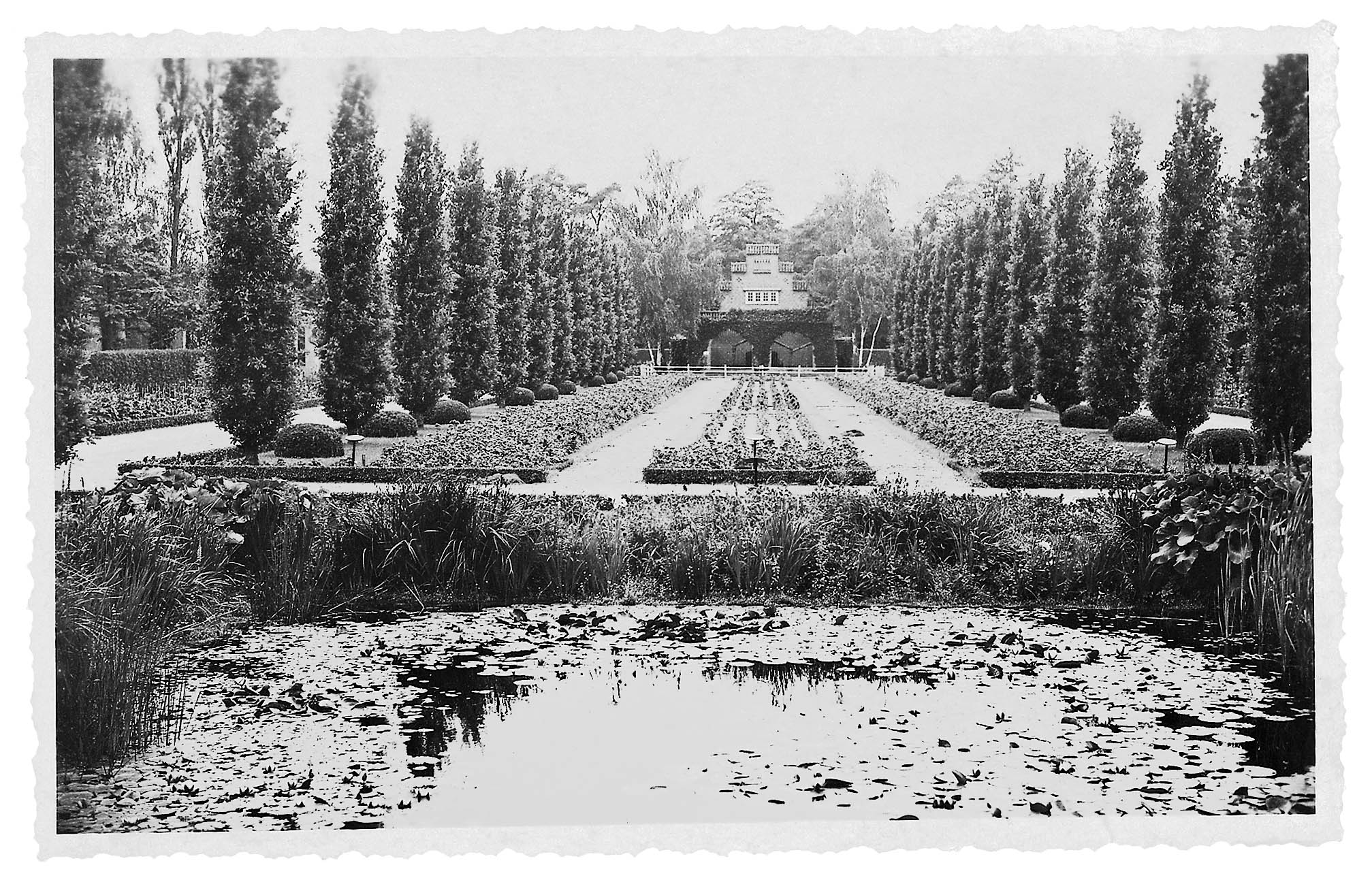
Historische foto van de eikenlaan
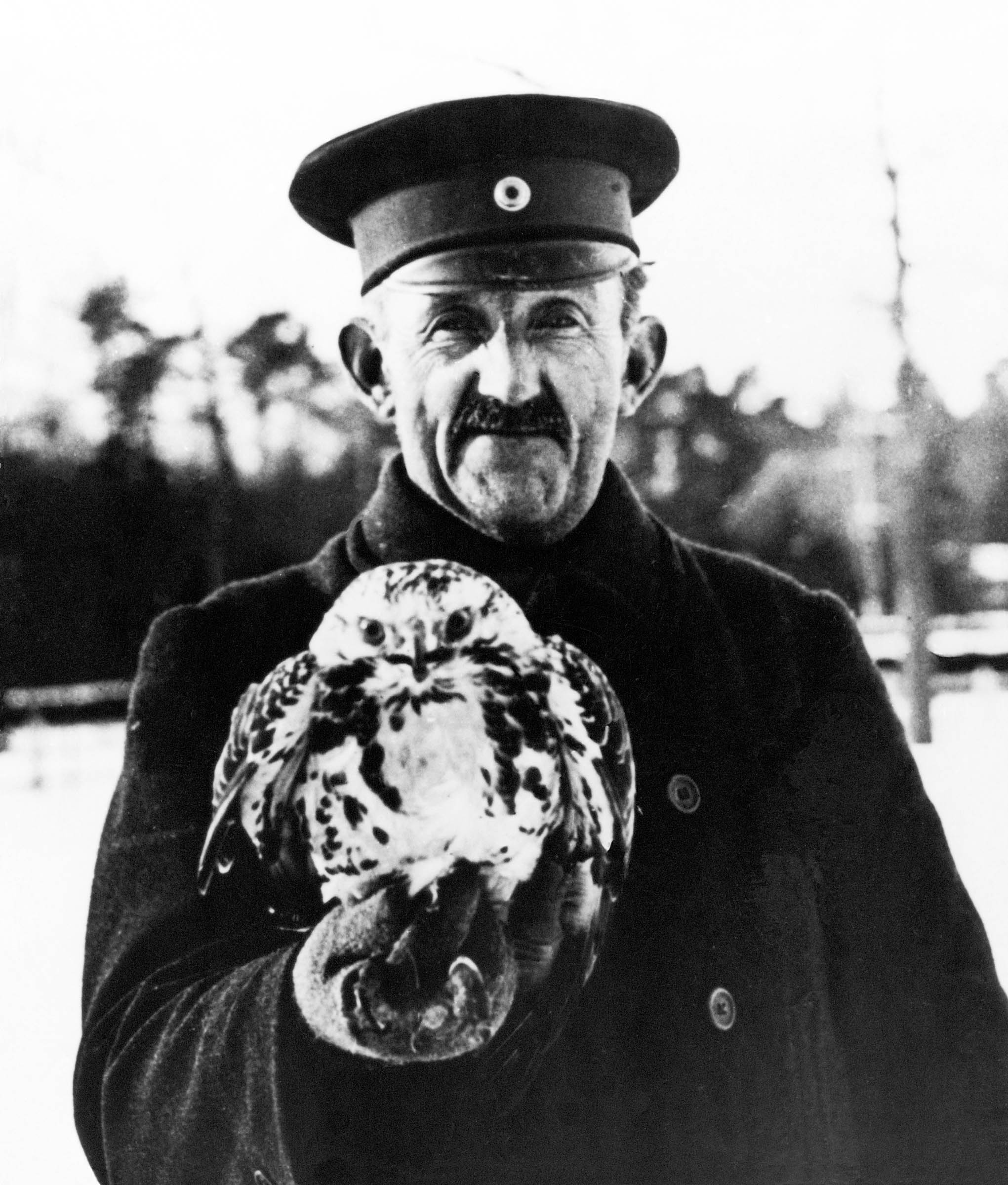
Carl Lange, de eerste dierenverzorger
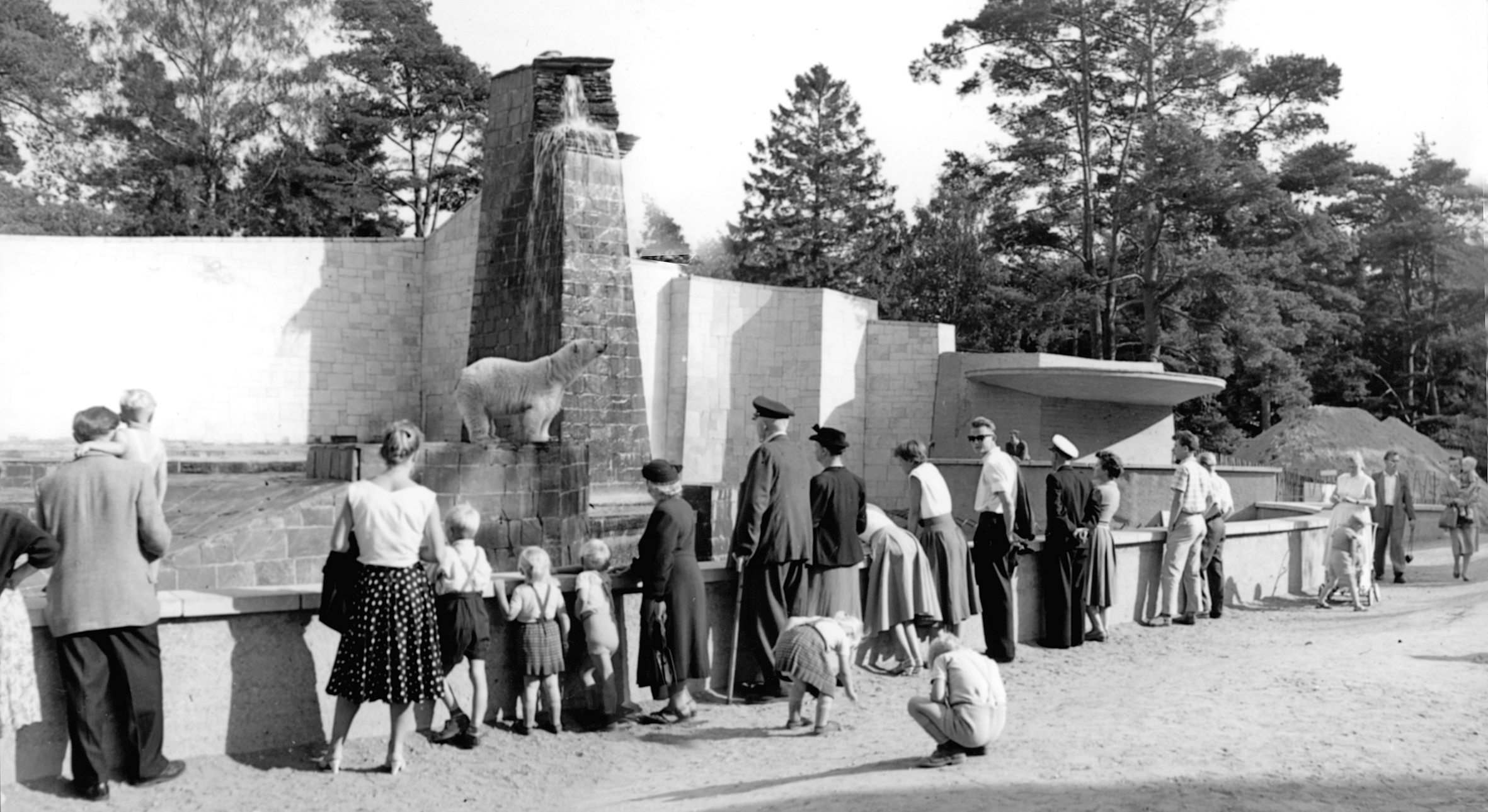
Voormalig ijsberenverblijf
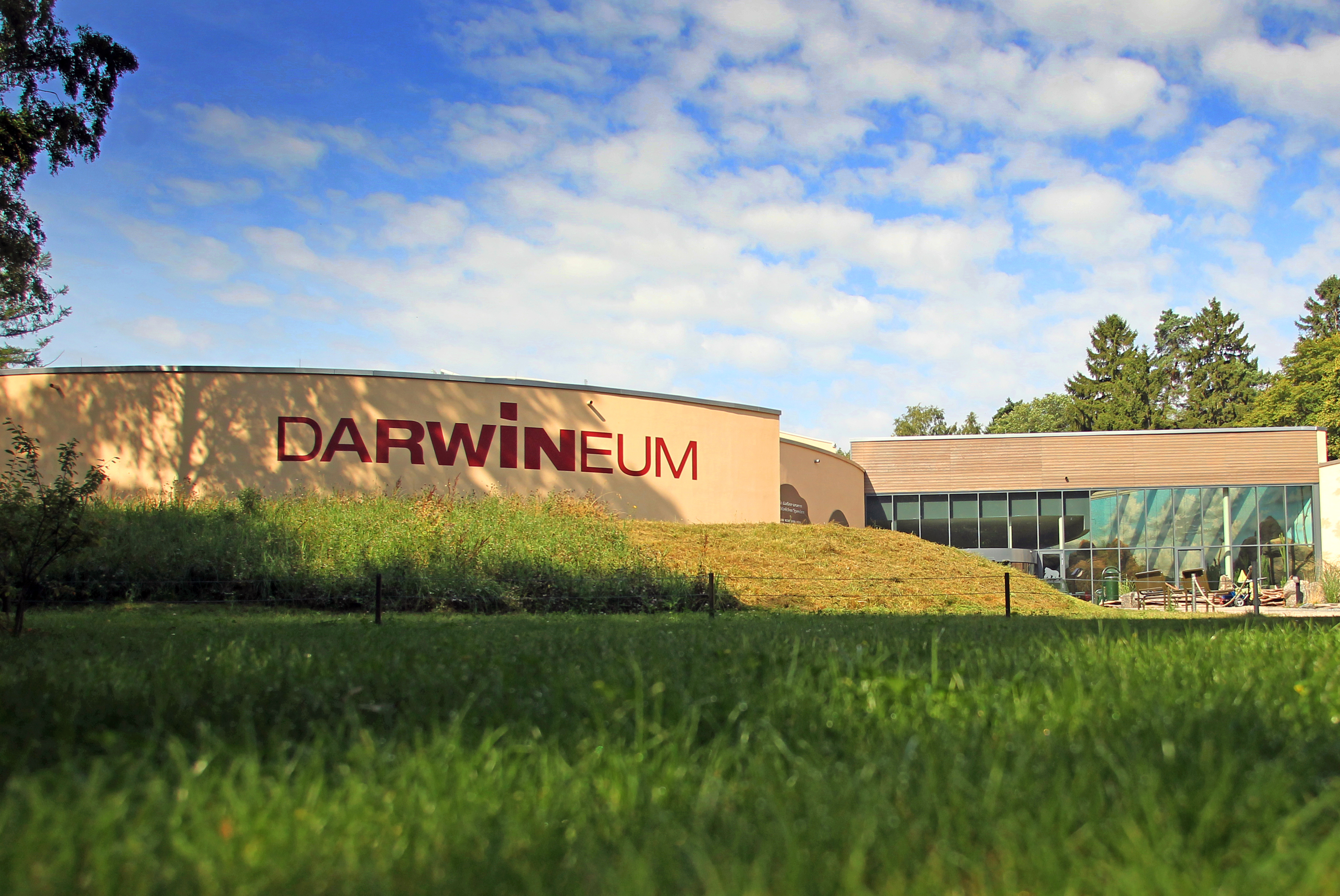
Darwineum